# Judy Dyble
Judy Dyble właśc. Judy Aileen Dyble (ur. 13 lutego 1949 w Londynie, zm. 12 lipca 2020 w hrabstwie Oxfordshire) – angielska wokalistka i instrumentalistka związana m.in. z Fairport Convention. 

## Kariera
Dyble urodziła się w szpitalu Middlesex w centrum Londynu. Jej pierwszym zespołem była Judy and The Folkmen (która istniała między 1964 a 1966 rokiem). Dokonali domowych nagrań demo, z których żadne nie zostało wydane, ale niektóre z nich znajdują się w kontrowersyjnej antologii kariery Dyble. (Universal / Sanctuary wyznaczyło datę wydania w 2007, ale wydanie zostało anulowane, gdy Sanctuary zostało przejęte przez Universal). Następnie została wokalistką w Fairport Convention w latach 1967–1968. Grupa nagrała z nią swój pierwszy album, repertuar, na który składały się zarówno utwory amerykańskiego piosenkarza i autora, jak i oryginały. Pierwszy singiel to cover amerykańskiej piosenki z lat 30. XX wieku „If I Had a Ribbon Bow”. Zespół nagrał i przerobił wiele amerykańskich nagrań, a członkowie zespołu wybrali utwory do współpracy z kolekcji płyt menedżera Joe Boyda.
Po pracy w Fairport Convention Dyble (wraz ze swoim ówczesnym chłopakiem, Ianem McDonaldem) dołączyła do angielskiego popowego zespołu Giles, Giles and Fripp, reklamując się w Melody Maker. Dyble przyczyniła się do nagrań demo dla grupy, ale odeszła po zakończeniu związku z McDonaldem. Giles, Giles i Fripp – w składzie z McDonaldem – przekształcili się później ewoluują w zespół progresywnego rocka, King Crimson.
Zmarła 12 lipca 2020 roku w wieku 71 lat na raka płuc.